# Alexei Nikolajewitsch Schestoperow
Alexei Nikolajewitsch Schestoperow (russisch Алексей Николаевич Шестоперов; beim Weltschachverband FIDE Aleksej Shestoperov; * 25. Juni 1935; † 24. April 2011) war ein russischer Schachspieler und -trainer.

## Werdegang
Schestoperow wurde trainiert in der Schachsektion des Saratower Pionierpalastes. Nach Abschluss seines Studiums an der Fakultät für Physik der Staatlichen Universität Saratow begann er seine langjährige Tätigkeit zuerst als Mitarbeiter, und dann als Dozent des Lehrstuhls für Elektronik am Saratower Polytechnischen Institut.
Bereits als Student spielte er vielversprechend Schach, so gewann er 1954 die Saratower Stadtmeisterschaft. 1961 wurde Schestoperow nationaler Meister, nachdem er im vorigen Jahr ein Qualifikationsduell gegen Alexander Tschistjakow mit 7,5-5,5 für sich entscheiden konnte. Mit der RSFSR-Auswahl, der neben ihm auch Lew Polugajewski, Ratmir Cholmow und Anatoli Lein angehörten, gewann er 1963 die III. Spartakiade der Völker der Sowjetunion.
In seinen späteren Jahren gelang ihm der Sieg bei der russischen Einzelmeisterschaft der Senioren 1996 in Schaworonki und 1998 in Sotschi. 2003 erhielt Schestoperow vom Weltschachbund den Titel Internationaler Meister. Die Normen hierfür erzielte er bei den Seniorenweltmeisterschaften 1999 in Gladenbach, 2000 in Rowy und 2002 in Naumburg an der Saale.
Schestoperow hat sich zudem als Trainer einen Namen gemacht. Sein bekanntester Schüler ist GM Jewgeni Tomaschewski, mit dem auch Schestoperows Witwe Alexandra Jakowlewna, ebenfalls Schachtrainerin, eine Zeit lang arbeitete.